# JR東京西駅ビル開発
JR東京西駅ビル開発株式会社（ジェイアールとうきょうにしえきビルかいはつ）は、東京都八王子市に本社を置き、中央線沿線で駅ビルを管理運営していた企業。東日本旅客鉄道（JR東日本）の連結子会社であった。
2021年（令和3年）4月1日、JR中央ラインモールと合併・統合され、株式会社JR中央線コミュニティデザインが設立された。

## 概要
1980年（昭和55年）8月1日、旧国鉄時代に八王子駅の駅ビル（民衆駅）を管理するため、八王子ターミナルビル株式会社として会社設立。八王子ターミナルビルにはそごう八王子店・八王子ナウ（現：セレオ八王子）が出店した。
1987年の国鉄分割民営化に伴いJR東日本グループとなる。その後、中央線沿線の駅ビル管理会社を吸収合併したことで、2007年7月にJR東京西駅ビル開発株式会社へ社名変更した。
セレオ八王子（旧：八王子ナウ）、セレオ相模原（旧：相模原ナウ）、セレオ国分寺（旧：国分寺エル）、セレオ甲府（旧：エクラン）、セレオ西八王子（旧：西八王子ロンロン）を運営していた。各駅ビルの詳細については当該記事を参照。セレオ相模原のみ、中央線ではなく横浜線での店舗展開となる。
駅によりまちまちであった駅ビルの店舗ブランドを、セレオ (CELEO) に統一した。"CELEO" は中央線のラインカラーをイメージした "Central Line" と "Orange" に由来する造語。
合併後に設立された新会社・JR中央線コミュニティデザインの初代社長には、JR東京西駅ビル開発でも代表取締役社長を務めた髙橋好一が就任した。またJR東京西駅ビル開発の本社があった場所に、新会社の「八王子オフィス」が置かれている。

## 沿革

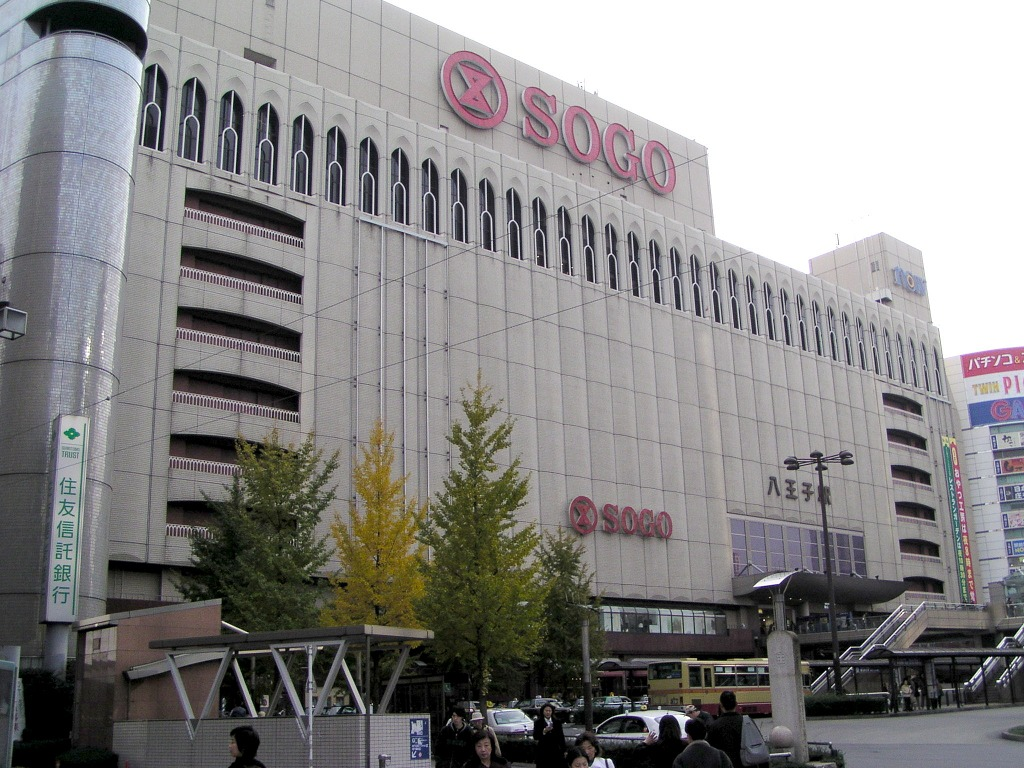
そごう八王子店・八王子ナウ時代の八王子ターミナルビル（2005年11月撮影）

- 1980年（昭和55年）8月1日 - 八王子ターミナルビル株式会社として設立。
- 1983年（昭和58年）11月1日 - 八王子駅の駅ビル「八王子ターミナルビル」に八王子そごう・八王子ナウが開業[6]。
- 2006年（平成18年）4月1日 - 国分寺エル（現：セレオ国分寺）を運営する「国分寺ターミナルビル株式会社」と、エクラン（現：セレオ甲府）を運営する「甲府ステーションビル株式会社」を吸収合併。
- 2007年（平成19年）7月 - 八王子ターミナルビル株式会社から、JR東京西駅ビル開発株式会社へ社名変更。
- 2009年（平成21年）9月17日 - 武蔵小金井駅南口の再開発事業で建設された駅ビルに「ライフサポートショッピングセンター武蔵小金井駅南口店」が開業（のち「セレオ武蔵小金井」へ改称）。
- 2010年（平成22年）11月11日 - セレオ八王子（現：セレオ八王子南館）開業。
- 2011年（平成23年）10月 - 株式会社アトレから西八王子ロンロンを譲受。
- 2012年（平成24年）
  - 1月31日 - そごう八王子店が閉店[7][8]。
  - 10月25日 - 八王子ナウをセレオ八王子北館としてリニューアルオープン、既存の南館とともにセレオ八王子として統合。
- 2016年（平成28年）12月1日 - セレオ武蔵小金井をJR中央ラインモールへ譲渡、nonowa武蔵小金井に店名変更。
- 2021年（令和3年）4月1日 - JR中央ラインモールと合併・統合、株式会社JR中央線コミュニティデザインを設立[2][3]。

## 運営施設

### セレオ

#### セレオ八王子
八王子駅北口・南口の駅ビルで運営していた商業施設。南館が2010年11月に、北館が「八王子ナウ」をリニューアルする形で2012年10月にオープンした。
現在の施設については「セレオ八王子」を、過去の施設については「そごう八王子店」を参照。

#### セレオ武蔵小金井
武蔵小金井駅南口再開発事業により建設された「JR武蔵小金井南口ビル」に入居する商業施設。2009年9月17日の開業当初は「ライフサポートショッピングセンター武蔵小金井駅南口店」の名称であったが、同年12月に愛称を一般公募し、八王子駅南口ビルの施設とともに「CELEO」が採用され「セレオ武蔵小金井」へ改称した。
2016年12月1日付でJR中央ラインモール（現：JR中央線コミュニティデザイン）へ譲渡され、同社のブランドである「nonowa」を冠し「nonowa武蔵小金井」へ再度改称された。